# Apophylia laticollis
Apophylia laticollis is een keversoort uit de familie bladkevers (Chrysomelidae). De wetenschappelijke naam van de soort werd in 1922 gepubliceerd door Laboissiere.